# Ruggiero Gabaleone di Salmour
Ruggiero Gabaleone, conte di Salmour (Parigi, 14 gennaio 1806 – Torino, 6 marzo 1878) è stato un economista e politico italiano.

## Biografia
Nato in Francia, discendente dei conti piemontesi di Salmour e di idee liberali, dal conte Giuseppe e da Luisa Elisabetta di Schull, frequentò l'Accademia Reale di Torino dove strinse amicizia con il cugino Camillo Cavour. Alla fine degli studi divenne ufficiale del genio, dove il Gabaleone vi prese il grado di capitano. Lasciò poi l'esercito per dedicarsi agli studi in economia agraria.
Nel 1847 divenne socio dell'Accademia di Agricoltura di Torino e nel 1848 venne eletto per la prima volta deputato alla Camera subalpina del Parlamento del Regno di Sardegna, carica che mantenne per altre due legislature.
Nel 1855, divenne segretario generale al Ministero delle finanze e poi in quello degli affari esteri. In quest'ultima carica, fece parte della delegazione piemontese che condusse le trattative che portarono agli accordi di Plombières del 1858. Inoltre, il 9 giugno 1859, fu inviato a Napoli dal Cavour, e invitò il re Francesco II a ripristinare la Costituzione e a creare un'alleanza tra il Regno delle due Sicilie ed il Regno di Sardegna nella guerra contro gli austriaci, ma la richiesta venne respinta dal sovrano borbonico.
Nel 1860 fu nominato senatore del Regno, e nel 1862 fu nominato dal primo ministro Bettino Ricasoli membro della Commissione per le questioni relative a materie penitenziarie. Nel 1865, fece parte della Commissione di contabilità interna.
Negli anni successivi si ammalò e morì a Torino nel 1878.

## Opere
Ruggiero Gabaleone di Salmour pubblicò tre volumi:
- Notizie sopra le principali Istituzioni di credito agrario, Torino, 1845.
- Del credito fondiario negli Stati Sardi, Torino, 1853.
- Del credito fondiario e del credito agricolo in Francia e in Italia, Torino, 1862.